# Albert Gillwald
Albert Gillwald (* um 1850; † nach 1911) war ein deutscher Pädagoge und Schriftsteller.
Albert Gillwald war zunächst Lehrer an der Höheren Schule in Osterode in Ostpreußen, bevor er in den Harz zog und sich fortan in seinen Publikationen dieser Landschaft und Thüringen widmete.

## Werke
- Preußens Helden. Vom Großen Kurfürsten bis auf die Gegenwart. Deutschen Vaterlandsfreunden und besonders der Jugend gewidmet, Osterode/Ostpr.: F. Albrechts Buchdr., 1884
- Der Harz in Geschichte und Sage, Bernburg: Bacmeister 1886
- Heimatlos, o. J. [1893]
- Die Sagen vom Ober- und Unterharz (mit Illustrationen) und die neu entdeckte Hermanns-Höhle bei Rübeland, Thale (Harz): Wilhelm Rauch, o. J. [ca. 1900]
- Die Farm am Colorado. Eine Erzählung aus d. nordamerik. Ansiedelungen, Mülheim a. d. Ruhr: J. Bagel, [1902] (= Kleine Volkserzählungen, 2725)
- Des großen Kurfürsten Winterfeldzug, eine kriegerische Schlittenfahrt, Berlin: Buchh. d. Stenographenverbandes Stolze-Schrey, 1911
- Thüringen in Geschichte und Sage, Eisenach: J. Bacmeister, o. J.
- Aus unserer Väter Tagen. Der Schützling des Abtes. Erzählung aus der Blütezeit des Klosterlebens, Dresden: Köhler, o. J.

| Personendaten    | Personendaten            |
| ---------------- | ------------------------ |
| NAME             | Gillwald, Albert         |
| KURZBESCHREIBUNG | deutscher Schriftsteller |
| GEBURTSDATUM     | um 1850                  |
| STERBEDATUM      | nach 1911                |